# Odontophorus columbianus
Az Odontophorus columbianus a madarak osztályának tyúkalakúak (Galliformes) rendjébe és a fogasfürjfélék (Odontophoridae) családjába tartozó faj.

## Rendszerezése
A fajt John Gould angol ornitológus  írta le 1850-ben.

## Előfordulása
Venezuela területén honos. A természetes élőhelye szubtrópusi és trópusi hegyi esőerdők.

## Megjelenése
Testhossza 25–30 centiméter, a hím testtömege 343 gramm, a tojó 336 gramm.

## Életmódja
Magvakkal, gyümölcsökkel, rovarokkal és férgekkel táplálkozik.

## Külső hivatkozások
- Képek az interneten a fajról
- Internet Bird Collection - videók a fajról
- Xeno-canto.org - a faj hangja